# 13.º Regimiento Aéreo
El 13.º Regimiento Aéreo (13. Flieger-Regiment) fue una unidad de la Luftwaffe de la Alemania nazi.

## Historia
Fue formado el 16 de agosto de 1942, a partir del 13.º Regimiento de Instrucción Aérea. En noviembre de 1942 es redesignado como 13.ª División de Campaña de la Luftwaffe.